# Малое Ондрово
Ма́лое О́ндрово (фин. Kolmikanta) — деревня в Гатчинском муниципальном округе Ленинградской области.

## История
На карте Санкт-Петербургской губернии 1792 года А. М. Вильбрехта обозначена как деревня Андрова.
Деревня Малая Андрова (Комникандры) из 9 дворов упоминается на «Топографической карте окрестностей Санкт-Петербурга» Ф. Ф. Шуберта 1831 года.

МАЛОЕ АНДРОВО — деревня вотчины его императорского высочества великого князя Михаила Павловича,  число жителей по ревизии: 19 м. п., 18 ж. п. (1838 год)

На картах Ф. Ф. Шуберта 1844 года и С. С. Куторги 1852 года обозначена как деревня Малая Андрова (Комникандры).
В пояснительном тексте к этнографической карте Санкт-Петербургской губернии П. И. Кёппена 1849 года она записана как деревня Kolmkanda (Малое Андрово, Ондрово) и указано количество её жителей на 1848 год: савакотов — 20 м. п., 24 ж. п., всего 44 человека.

ОНДРОВО МАЛОЕ — деревня её высочества государыни великой княгини Елены Павловны, по почтовому тракту, число дворов — 8, число душ — 22 м. п.
(1856 год)

Согласно «Топографической карте частей Санкт-Петербургской и Выборгской губерний» в 1860 году деревня называлась Малая Андрова (Комникандры) и состояла из 8 крестьянских дворов.

МАЛОЕ ОНДРОВО (КОНКАНДА) — деревня Ораниенбаумского дворцового правления при колодце, число дворов — 9, число жителей: 30 м. п., 33 ж. п. (1862 год)

В 1868—1873 годах временнообязанные крестьяне деревни выкупили свои земельные наделы у великой княгини Елены Павловны и стали собственниками земли.

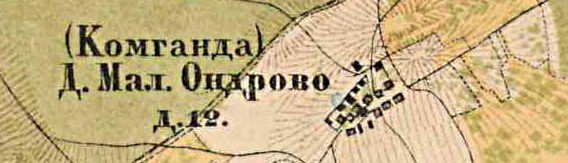
План деревни Малое Ондрово. 1885 год

В 1885 году деревня Малое Ондрово (Комганда) насчитывала 12 дворов.
В конце XIX — начале XX века деревня административно относилась к Староскворицкой волости 3-го стана Царскосельского уезда Санкт-Петербургской губернии. Население деревни было исключительно финским.
К 1913 году количество дворов увеличилось до 16.
С 1917 по 1918 год деревня Малое Ондрово входила в состав Староскворицкой волости Детскосельского уезда.
С 1918 года в составе Выттенского сельсовета Вохоновской волости.
С 1923 года в составе Венгиссаровской волости Гатчинского уезда.
Согласно данным переписи населения СССР 1926 года в деревне Малое Ондрово Ондровского сельсовета Венгисаровской волости Троцкого уезда проживали 130 человек, все финны и одна русская семья.
С 1927 года в составе Гатчинского района.
С 1928 года в составе Вохоновского сельсовета. В 1928 году население деревни Малое Ондрово также составляло 130 человек.

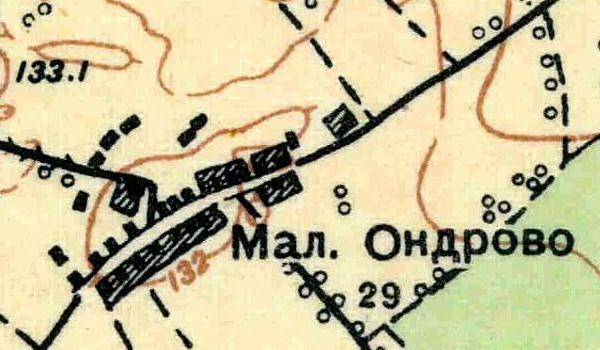
План деревни Малое Ондрово. 1931 год

Согласно топографической карте 1931 года деревня насчитывала 29 дворов.
По данным 1933 года деревня Малое Ондрово входила в состав Вохоновского сельсовета Красногвардейского района.
С 1939 года в составе Низковицкого сельсовета.
Деревня была освобождена от немецко-фашистских оккупантов 22 января 1944 года.
С 1954 года в составе Большеондровского сельсовета.
В 1965 году население деревни Малое Ондрово составляло 81 человек.
По данным 1966 и 1973 годов деревня Малое Ондрово также находилась в составе Большеондровского сельсовета.
По данным 1990 года деревня Малое Ондрово входила в состав Сяськелевского сельсовета Гатчинского района.

## География
Деревня расположена в северо-западной части района на автодороге 41К-220 (Кезелево — Большое Ондрово).
Расстояние до административного центра поселения, деревни Сяськелево — 8 км.
Расстояние до ближайшей железнодорожной станции Войсковицы — 14 км.

## Демография
| 1838 | 1848 | 1862 | 1928 | 1965 | 1997 | 2006 |
| ---- | ---- | ---- | ---- | ---- | ---- | ---- |
| 37   | ↗44  | ↗63  | ↗130 | ↘81  | ↘14  | ↘7   |
| 2007 | 2010 | 2012 | 2013 | 2017 |      |      |
| ↘5   | ↗14  | ↘7   | →7   | ↘4   |      |      |

В 1997 году в деревне проживали 14 человек.
В 2007 году в деревне находилось 6 домохозяйств, где проживало 5 человек, в 2010 году — 14.

### Национальный состав
В 2002 году в деревне проживали 20 человек, из них русские — 13, финны — 7 человек.
Согласно данным Всероссийской переписи населения 2021 года в деревне проживали 45 человек, из них:
 русские — 41, финны — 2 человека, двое национальность не указали.